# Pháp luật quốc gia
Pháp luật quốc gia được hiểu là tổng hợp các quy tắc xử sự do các cơ quan có thẩm quyền của mỗi quốc gia thừa nhận, ban hành và bảo đảm thực hiện, thể hiện ý chí của giai cấp cầm quyền, đồng thời là yếu tố điều chỉnh các quan hệ xã hội nhằm tạo ra một xã hội ổn định, trật tự trong nội bộ mỗi quốc gia.

## Hình thành
Pháp luật quốc gia được hình thành bằng hai con đường: do nhà nước đặt ra các quy tắc xử sự mới để điều chỉnh các quan hệ xã hội mà các quy tắc xử sự khác (đạo đức, tập quán, tôn giáo, tín ngưỡng) không điều chỉnh hết hoặc điều chỉnh không có hiệu quả hoặc không điều chỉnh được. Nhà nước thừa nhận các quy tắc xử sự có sẵn trong xã hội phù hợp với ý chí nhà nước nâng lên thành luật; thừa nhận cách giải quyết các vụ việc cụ thể trong thực tế sử dụng làm khuôn mẫu để giải quyết các vụ việc khác có tính tương tự (án lệ).

## Bản chất
Pháp luật quốc gia thể hiện ý chí nhà nước của mỗi quốc gia - ý chí của giai cấp cầm quyền hoặc liên minh giai cấp cầm quyền.

## Phạm vi điều chỉnh
Phạm vi điều chỉnh của pháp luật quốc gia là các quan hệ xã hội phát sinh trong mỗi quốc gia.

## Chủ thể
Chủ thể của pháp luật quốc gia bao gồm các tổ chức và cá nhân (cá nhân, pháp nhân, tổ chức và nhà nước).

## Phương thức thực hiện
Phương thức thực hiện bằng các thiết chế riêng của từng quốc gia như Quân đội, Cảnh sát, Tòa án... do Nhà nước bảo đảm thực hiện.

## Mối quan hệ vớipháp luật quốc tế

### Cơ sở
Cơ sở của mối quan hệ giữa pháp luật quốc gia và pháp luật quốc tế là xuất phát từ mối quan hệ giữa chức năng đối nội và chức năng đối ngoại của Nhà nước; từ sự thống nhất về vai trò của pháp luật quốc gia và pháp luật quốc tế; và từ nguyên tắc tự nguyện thực hiện các cam kết quốc tế.

### Độc lập tương đối
Hiện nay, quan điểm được thừa nhận rộng rãi về mối quan hệ giữa pháp luật quốc gia và pháp luật quốc tế là Thuyết Đối đẳng:
- Hai hệ thống pháp luật quốc gia và pháp luật quốc tế hoàn toàn không vận hành trong cùng một lĩnh vực, là các hệ thống pháp luật khác nhau.
- Giữa chúng không phát sinh xung đột và không tồn tại vấn đề cao thấp hoặc cái nào ưu tiên hơn cái nào; mỗi hệ thống pháp luật đều có tính tối cao trong lĩnh vực mà nó vận hành.
- Nhà nước hành động theo pháp luật quốc tế tại nơi có quan hệ quốc tế; ở nước mình thì hành xử theo pháp luật trong nước.
- Nếu trong phạm vi pháp luật quốc gia, một Chính phủ không căn cứ vào yêu cầu của pháp luật quốc tế để thực hiện cam kết quốc tế thì không có nghĩa là họ đã làm cho pháp luật quốc tế bị vô hiệu mà là quốc gia này cần phải chịu trách nhiệm do vi phạm pháp luật quốc tế.

Cách thức quốc gia xử lý mối quan hệ giữa pháp luật quốc gia và pháp luật quốc tế phụ thuộc vào: (1) nhu cầu lợi ích tự thân của quốc gia; (2) việc pháp luật quốc gia và các quy tắc liên quan của pháp luật quốc tế quy định về một vấn đề cụ thể như thế nào; (3) không phụ thuộc vào quan niệm pháp luật quốc gia cao hơn hay thấp hơn pháp luật quốc tế.

### Tác động qua lại
Pháp luật quốc gia và pháp luật quốc tế có mối quan hệ phụ thuộc, ảnh hưởng, bổ sung cho nhau: Nhà nước ban hành pháp luật quốc gia, đồng thời Nhà nước cùng với các quốc gia khác tham gia vào quá trình ban hành pháp luật quốc tế. Khi ban hành pháp luật quốc gia, Nhà nước phải xem xét đầy đủ tới các quy định của pháp luật quốc tế, không thể bỏ qua những quy tắc, quy định được cộng đồng quốc tế thừa nhận, phải thể hiện nghĩa vụ quốc tế trong pháp luật quốc gia, đồng thời để pháp luật trong nước không xung đột với pháp luật quốc tế. Quốc gia khi tham gia xây dựng, thông qua pháp luật quốc tế không thể bỏ qua vấn đề chủ quyền quốc gia và các quy định của pháp luật trong nước, cần phải tính đến khả năng thực thi pháp luật trong nước. Pháp luật quốc gia là công cụ, phương tiện để hoàn thiện, phát triển và thực hiện pháp luật quốc tế (định hướng, cơ sở quan trọng cho hoàn thiện, phát triển nội dung, tính chất pháp luật quốc tế; là đảm bảo pháp lý để các nguyên tắc, quy phạm pháp luật quốc tế được thực hiện trong phạm vi quốc gia thông qua nội luật hóa).
Trong những điều kiện nhất định, pháp luật quốc gia và pháp luật quốc tế có thể chuyển hóa cho nhau, trở thành nguồn của nhau: pháp luật quốc gia phải chuyển hóa các quy định mang tính nguyên tắc của pháp luật quốc tế vào nội dung các quy định của pháp luật quốc gia; những quốc gia áp dụng trực tiếp các quy định của Công ước quốc tế thì pháp luật quốc tế sẽ trở thành nguồn của pháp luật quốc gia. Ngược lại, một số nguyên tắc, quy tắc trong pháp luật quốc gia được đa số các quốc gia thừa nhận, sử dụng nhiều lần dần trở thành tập quán quốc tế và đưa vào Điều ước quốc tế, trở thành nguồn của pháp luật quốc tế: Nguyên tắc bình đẳng giữa các quốc gia có chủ quyền; không can thiệp vào công việc nội bộ; quyền dân tộc tự quyết trong Hiến chương Liên hiệp quốc là từ Sắc lệnh về hòa bình của Nhà nước Xô Viết...

### Tác động tương hỗ
Không quốc gia nào được phép lấy lý do viện dẫn quy định của pháp luật trong nước để từ chối thực hiện nghĩa vụ theo pháp luật quốc tế; không quốc gia nào được lấy cớ dựa vào quy định của pháp luật quốc tế để can thiệp vào công việc nội bộ của quốc gia khác, không được sử dụng vũ lực hoặc đe dọa sử dụng vũ lực đối với quốc gia khác trừ trường hợp được phép theo quy định của Hiến chương Liên hiệp quốc.

## Áp dụng điều ước quốc tế trong pháp luật quốc gia

### Nguyên tắc thực hiện
Một là, theo nguyên tắc tận tâm thực hiện các cam kết quốc tế (nguyên tắc Pacta Sunt Servanda). Tiền thân của nó là nguyên tắc Tuân thủ điều ước quốc tế xuất hiện từ thời La mã cổ đại và tồn tại hàng ngàn năm dưới dạng tập quán pháp lý quốc tế trước khi được ghi nhận chính thức trong điều ước quốc tế. Đây là nguyên tắc được ghi nhận trong hầu hết các văn bản pháp luật quan trọng của luật quốc tế: Khoản 2 điều 2 của Hiến chương Liên hợp quốc quy định "tất cả các thành viên Liên hợp quốc thiện chí thực hiện các nghĩa vụ do Hiến chương đặt ra“; Công ước Viên năm 1969 quy định "mỗi điều ước quốc tế hiện hành đều ràng buộc các bên tham gia và đều được các bên thực hiện một cách thiện chí“; Tuyên bố 1970 về các nguyên tắc cơ bản của Luật quốc tế cũng ghi nhận nguyên tắc này.
Hai là, nguyên tắc thi hành hiệu lực ràng buộc của điều ước quốc tế trên phạm vi lãnh thổ quốc gia thành viên. Điều 29 Công ước Viên về Luật Điều ước quốc tế ghi ”Một điều ước ràng buộc mỗi quốc gia thành viên trong phạm vi toàn bộ lãnh thổ của quốc gia thành viên đó” trừ trường hợp có thỏa thuận khác. Các quy định về các nguyên tắc áp dụng điều ước quốc tế đảm bảo các quốc gia thành viên có nghĩa vụ tuân thủ pháp luật quốc tế vừa tạo điều kiện cho các quốc gia sử dụng điều ước quốc tế để điều chỉnh các quan hệ nảy sinh trong đời sống quốc tế.

### Phương thức áp dụng
Phương thức chuyển hóa là phương thức áp dụng pháp luật quốc tế gián tiếp, cơ quan lập pháp chuyển hóa (nội luật hóa) các quy tắc có liên quan của pháp luật quốc tế thành pháp luật quốc gia: ban hành một luật riêng để thực hiện một điều ước quốc tế (CRC- Luật Bảo vệ, chăm sóc và giáo dục trẻ em); sửa đổi, bổ sung luật cũ cho phù hợp với điều ước quốc tế mà quốc gia đã ký kết hoặc tham gia.
Phương thức chấp nhận là phương thức áp dụng pháp luật quốc tế trực tiếp; hiến pháp, pháp luật của quốc gia quy định pháp luật quốc tế có hiệu lực trong pháp luật quốc gia, thì quốc gia có thể áp dụng trực tiếp pháp luật quốc tế.

## Áp dụng tập quán quốc tế trong pháp luật quốc gia

### Phương thức chuyển hóa
Là phương thức áp dụng gián tiếp: Cơ quan lập pháp chyển hóa (nội luật hóa) các quy tắc của Tập quán quốc tế vào pháp luật quốc gia bằng việc ban hành một luật mới để thực hiện một Tập quán quốc tế; và sửa đổi, bổ sung luật cũ cho phù hợp với quy tắc của tập quán quốc tế.

### Phương thức chấp nhận
Là phương thức áp dụng quy tắc của tập quán quốc tế trực tiếp. Hiếp pháp, pháp luật của quốc gia quy định mặc nhiên chấp nhận quy tắc của tập quán quốc tế vào hệ thống pháp luật quốc gia, không phải thông qua thủ tục nội luật hóa. 